# لیونل لینکلن
لیونل لینکلن (انگلیسی: Lionel Lincoln) یک رمان تاریخی از جیمز فنیمور کوپر است که اولین بار در سال ۱۸۲۵ منتشر شد. این رمان در جنگ انقلاب آمریکا اتفاق می‌افتد. در پایان رمان، او به همراه همسرش سیسیل، یکی دیگر از پسرخاله‌های آمریکایی به انگلستان بازمی‌گردد.
این رمان در اصل به عنوان بخشی از یک سری ۱۳ جلدی رمان‌های تاریخی توسط کوپر طراحی شد. با این حال، او به‌طور کلی از کار خود به عنوان یک رمان‌نویس تاریخی ناراضی بود. هم منتقدان معاصر و هم منتقدان مدرن، این رمان را یکی از ضعیف‌ترین رمان‌های نوشته شده توسط کوپر می‌دانند.